# یازی‌بلاغی (سقز)
یازی‌بلاغی(به کردی: یازی بڵاخی، Yazîbillaxî) روستایی از توابع بخش زیویه در شهرستان سقز است که در استان کردستان ایران قرار دارد.

## جمعیت
این روستا در دهستان صاحب واقع شده و براساس سرشماری سال ۱۳۸۵، جمعیت آن ۶۸ نفر (۱۷ خانوار) بوده‌است.